# 楠泰尔区
楠泰尔区（法語：arrondissement de Nanterre）是法国法蘭西島大區上塞纳省所辖的一个区。总面积91.8平方公里，总人口896914，人口密度9770人/平方公里（2018年）。主要城镇为楠泰尔。

## 辖区
楠泰尔区辖有17个市镇。